# Strindbergsmuseet

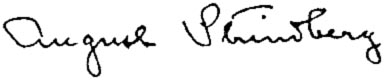
Strindberg namnteckning 1898

Strindbergsmuseet är ett svenskt författar- och konstnärsmuseum i byggnaden Blå tornet på Drottninggatan 85 på Norrmalm i Stockholm. 

## August Strindbergs sista bostad
Museet öppnades år 1973 och är inrymt i August Strindbergs sista bostad, där han bodde de fyra sista åren i sitt liv. Strindberg flyttade år 1908 från bostaden vid Karlaplan (se Strindbergshuset) in i det då nybyggda huset, som han kallade Blå tornet med dess kopparklädda torntak. Huset var för sin tid modernt utrustat med hiss, elektricitet, centralvärme och vattentoaletter. Lägenheten på tre rum är bevarad, men rekonstruerad med författarens egna bibliotek och tillhörigheter i övervägande jugendstil, vilka utgör museets kärna tillsammans med en basutställning om Strindbergs verksamheter inom bland annat litteratur, måleri, fotografi och teater. Dessutom finns bland annat ett större bibliotek och arkiv. Museet drivs av en stiftelse med Strindbergssällskapet, Stockholms stad och Nordiska museet som huvudmän.
Utöver detta museum finns även Strindbergs lilla skrivarstuga från de yngre åren på Kymmendö bevarad och tillgänglig för besök för skärgårdsresenärer, där dramat Mäster Olof skrevs. Vistelserna på Kymmendö inspirerade också Strindberg till romanen Hemsöborna, som skrevs när Strindberg vistades utomlands.

## Bildgalleri från bostaden

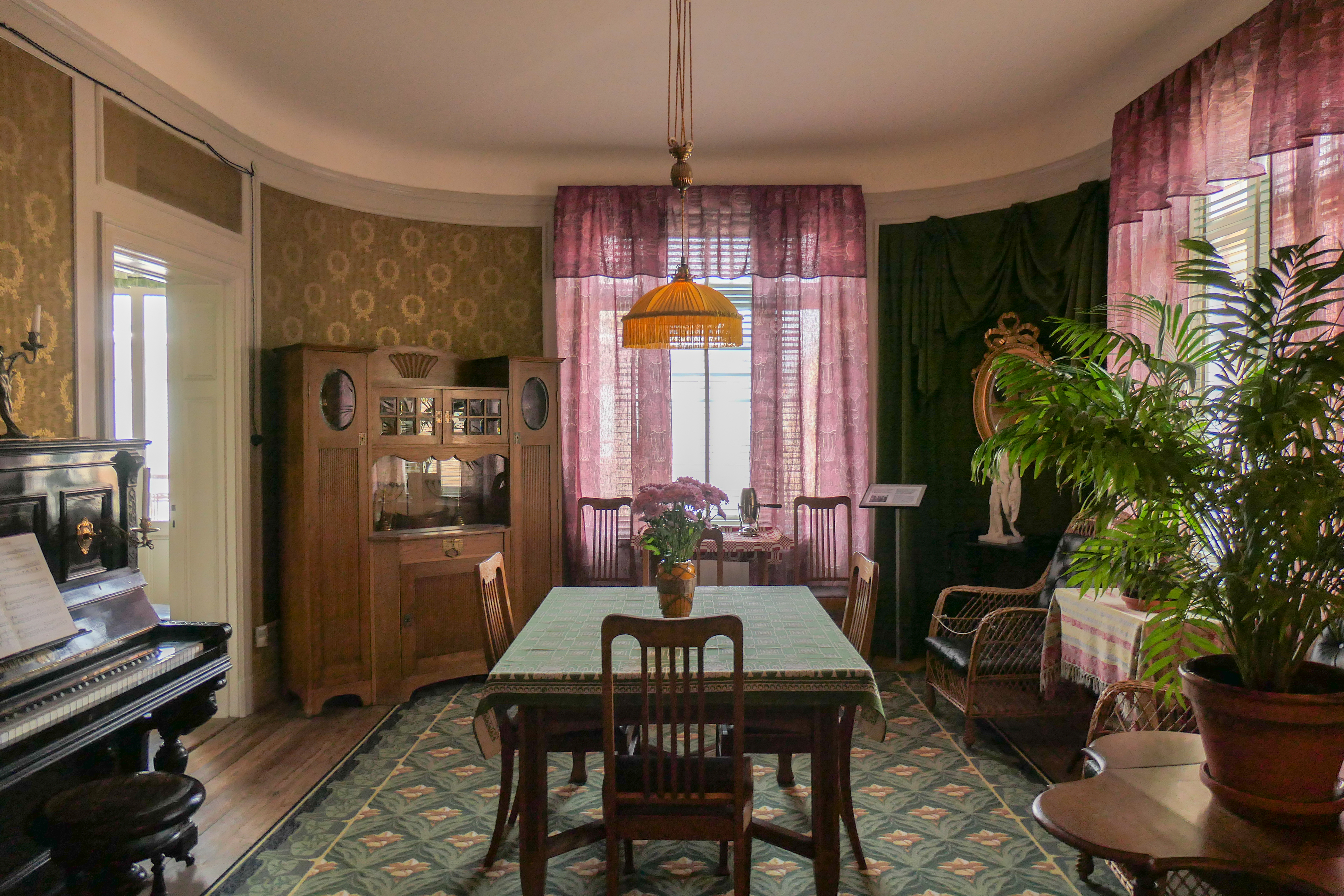
Salongen.
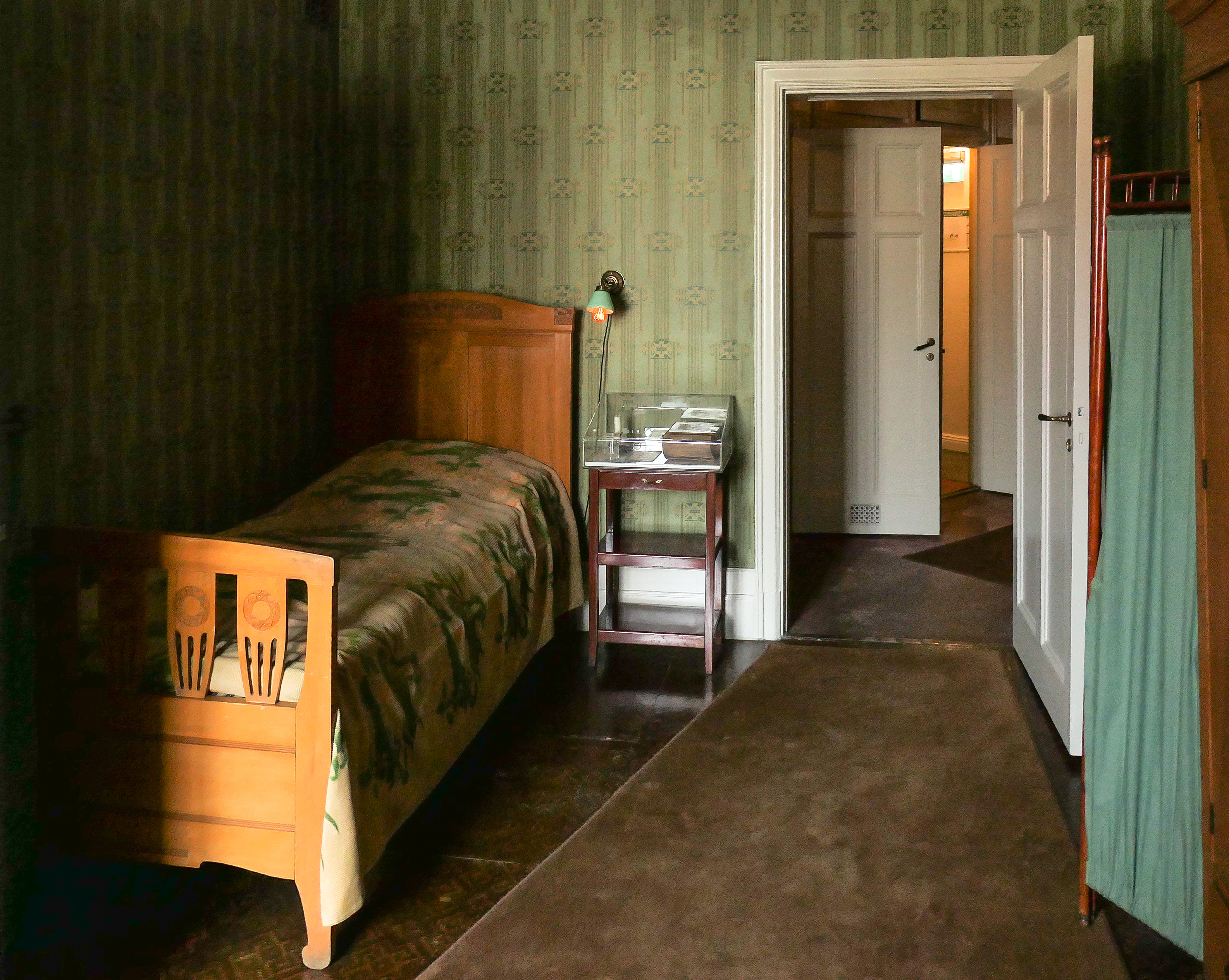
Sovrummet.
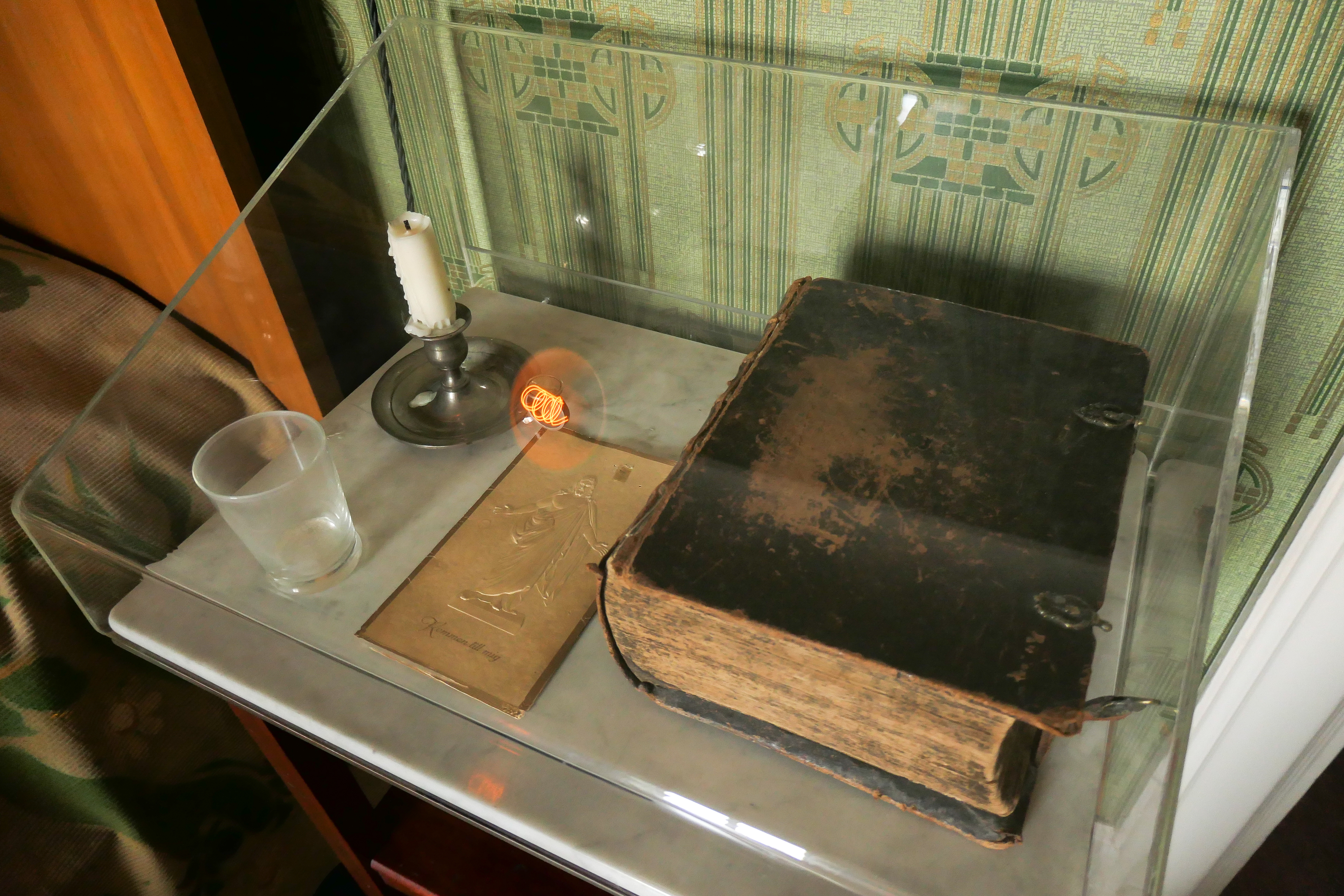
Strindbergs vältummade bibel.
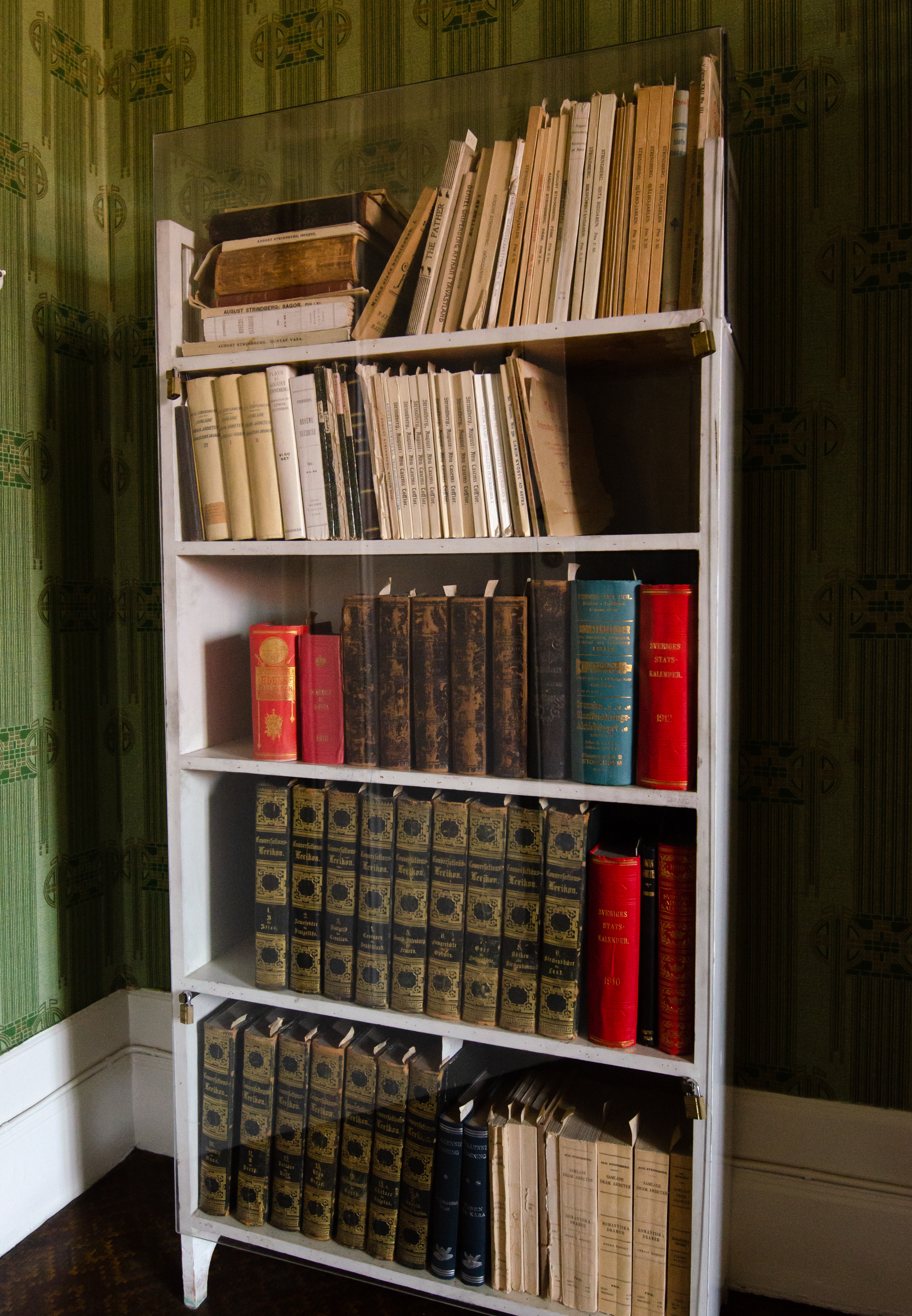
Några av Strindbergs böcker.
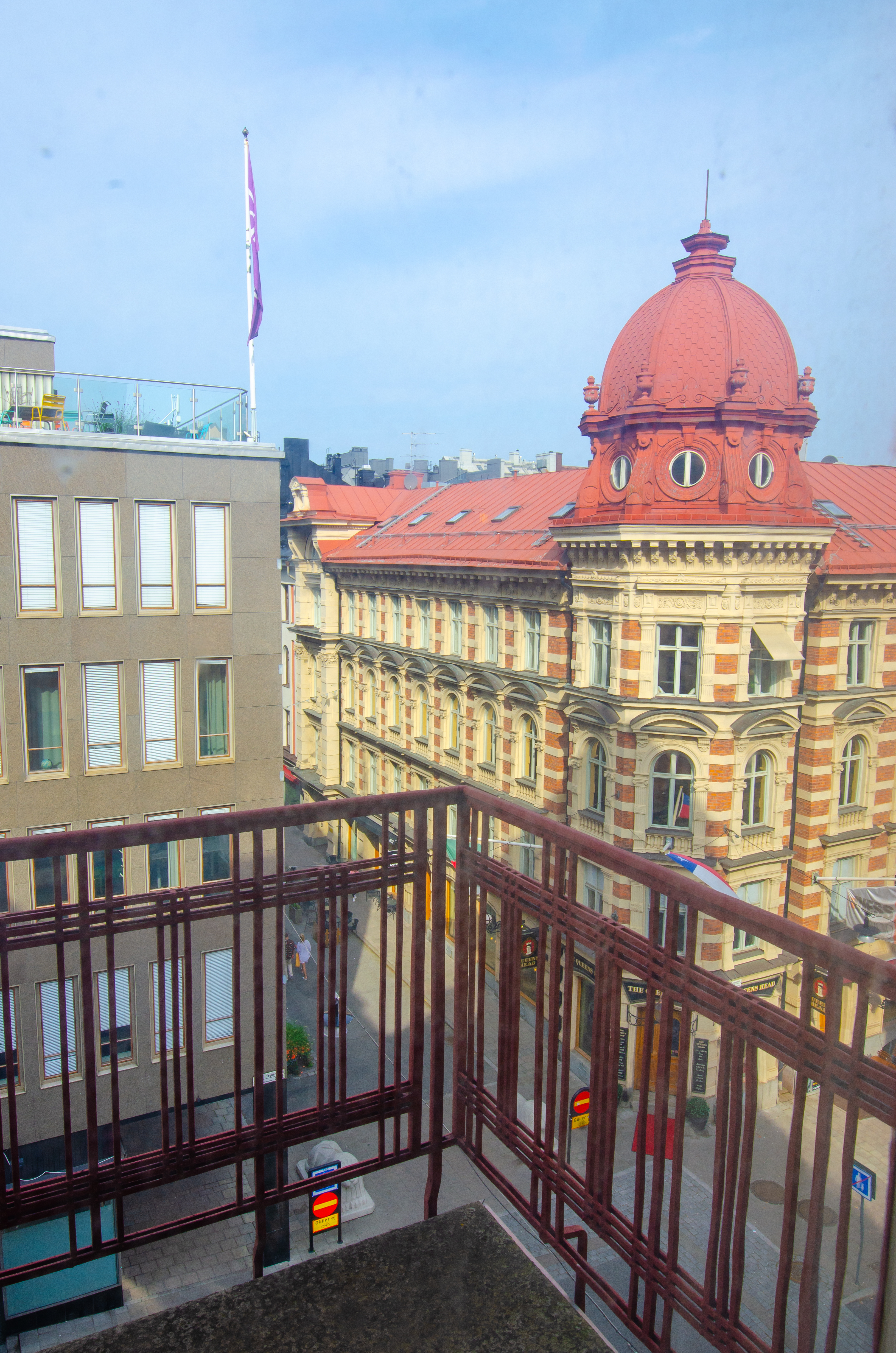
Utsikt från balkongen.
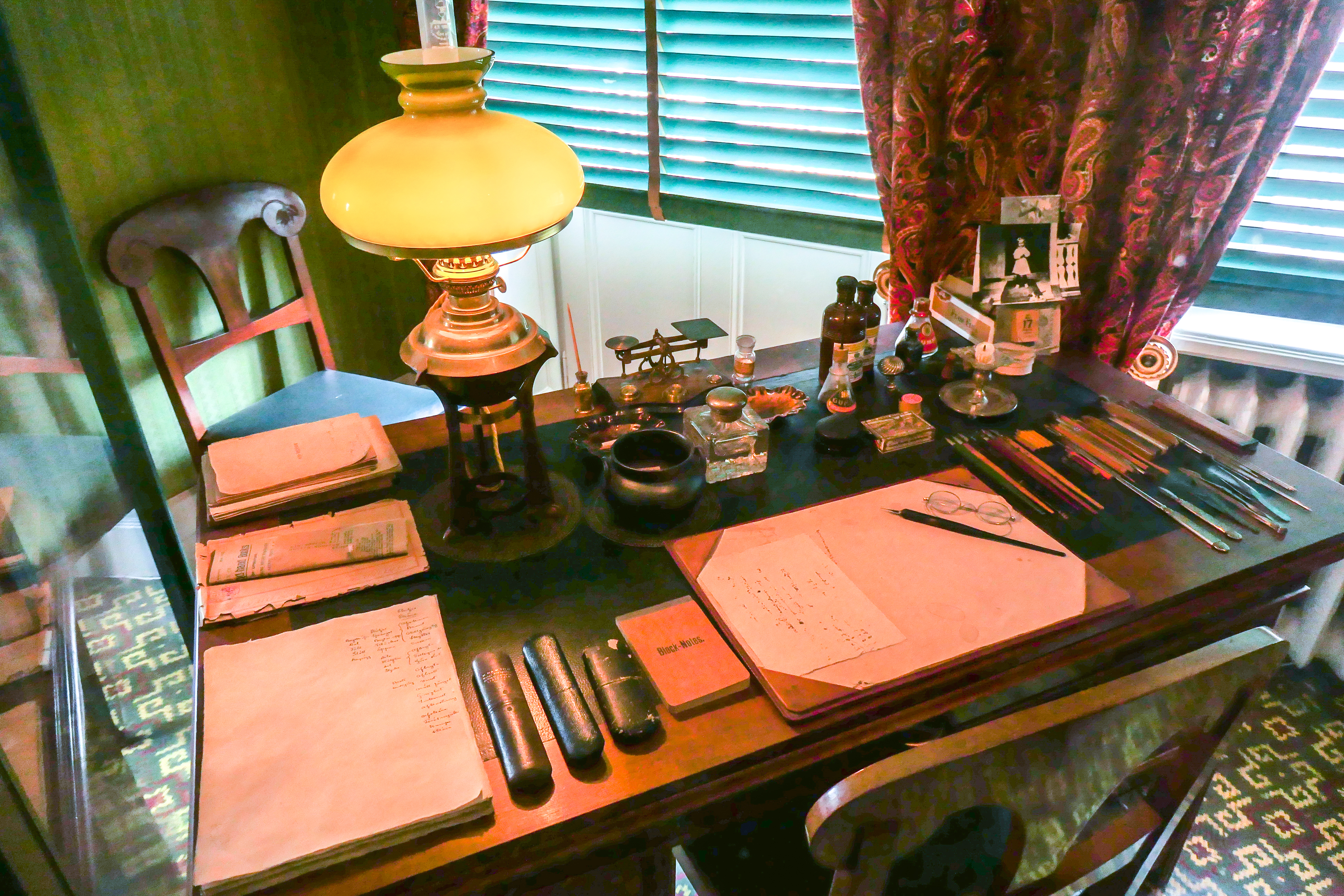
Arbetsplatsen.
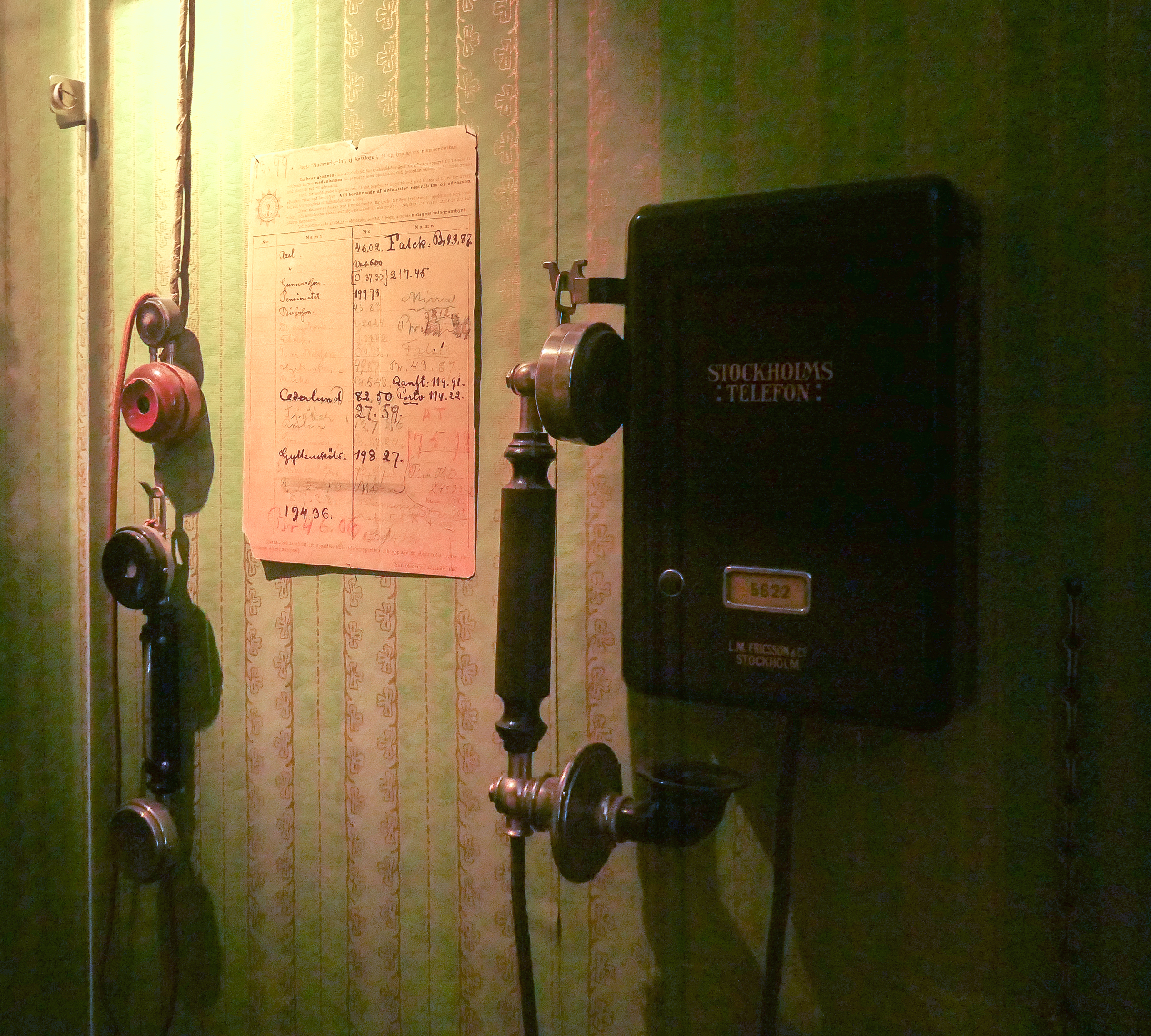
Telefon i bostaden, en modernitet för sin tid.
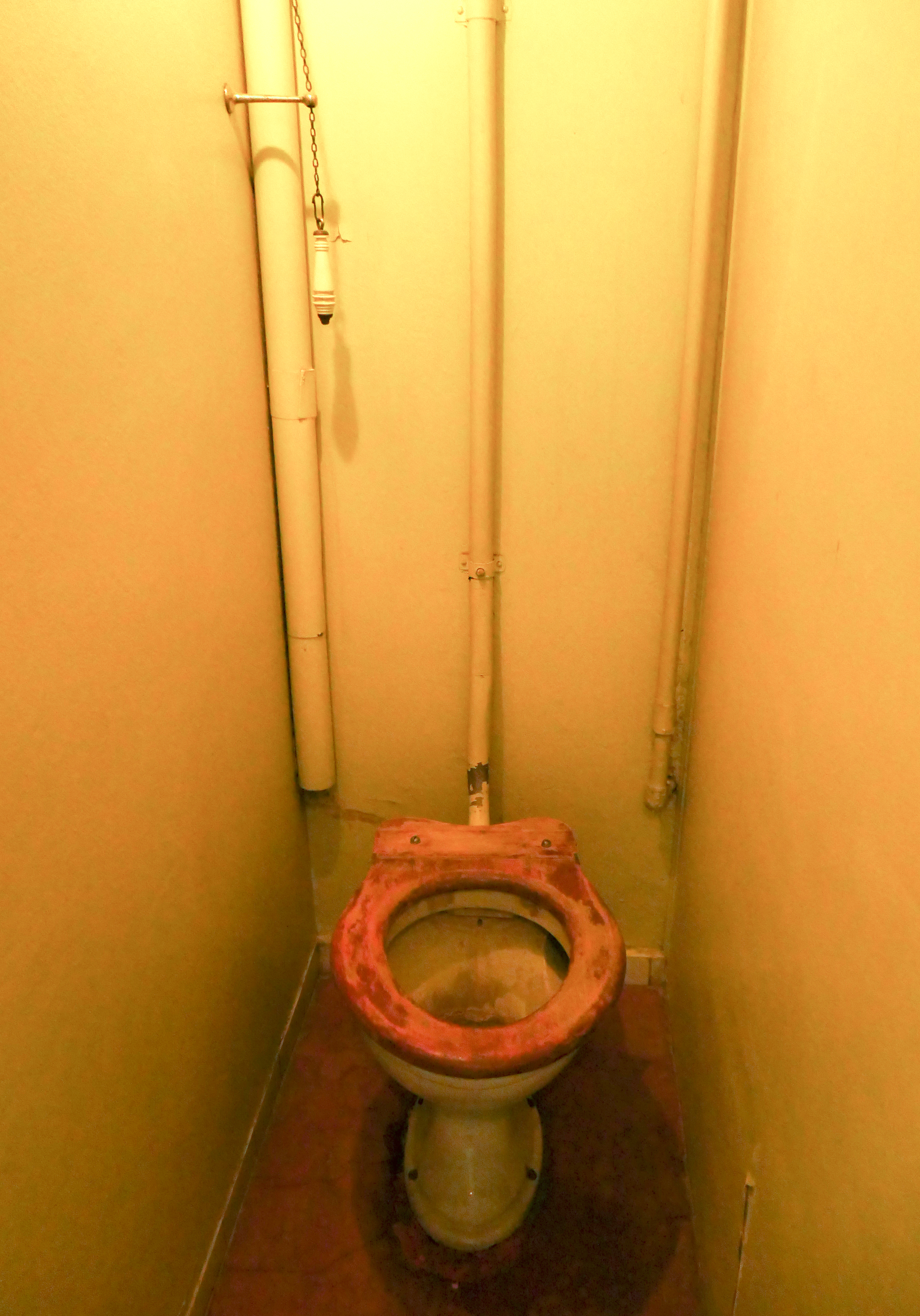
Toaletten med wc, ännu en modernitet för sin tid.
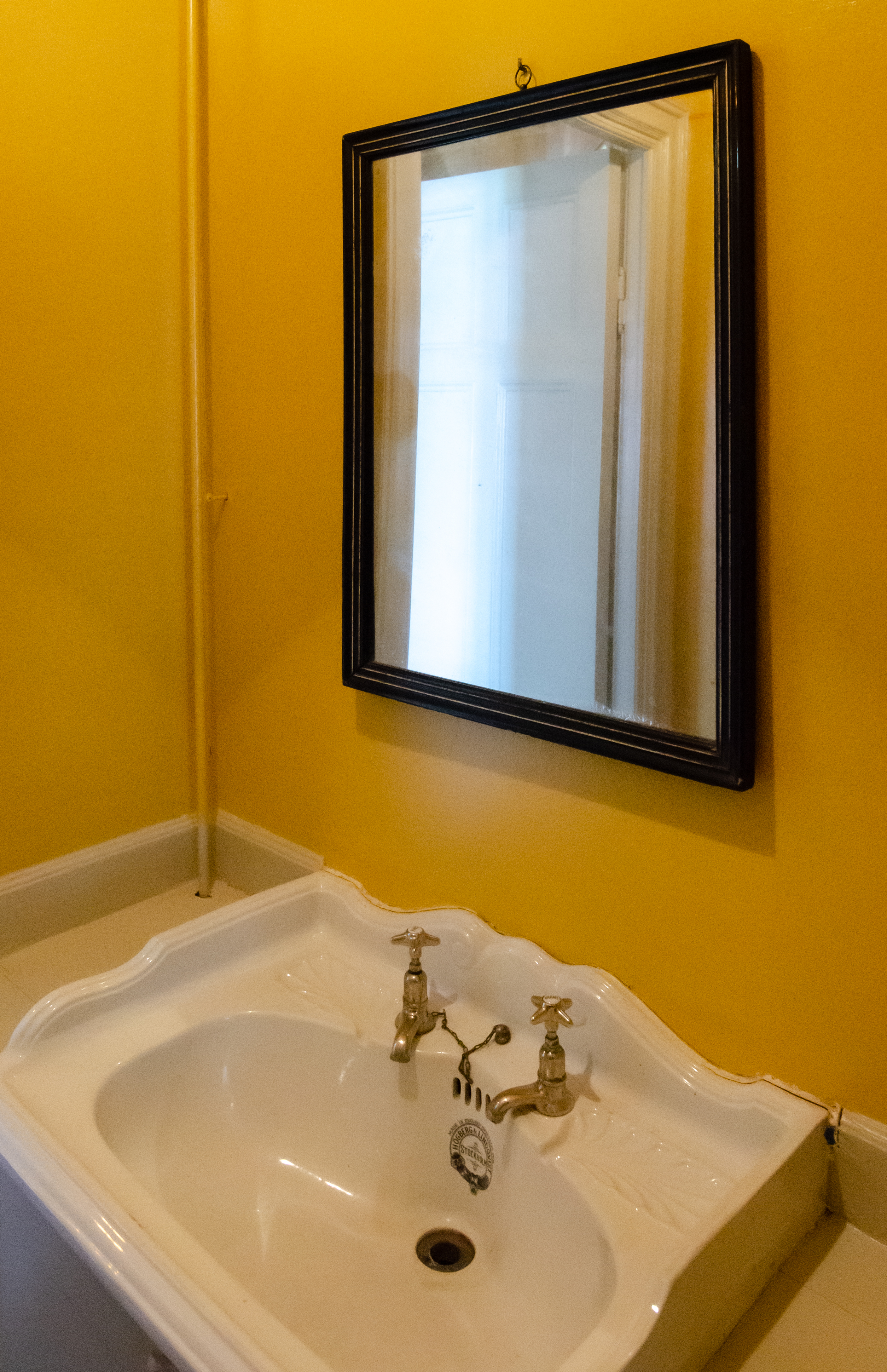
Tvättfat med rinnande varmt och kallt vatten hade bara de modernaste bostäderna.

## Att läsa vidare
- Göran Söderström: Strindbergs bostad i Blå tornet, ISBN 91-7031-087-4
- Agneta Lalander: "Tre rum och inget kök och ett bibliotek på vinden" (sidorna 39-44) Litterære museer i Skandinavia. Rapport. Seminar på Voksenåsen, Oslo 9.11. januar 1998, Oslo 1988, ISBN 82-91615-01-2